# Lampsilis abrupta
Lampsilis abrupta és una espècie de mol·lusc bivalve pertanyent a la família Unionidae.

## Descripció
- Closca gruixuda, inflada, llisa i de color marró groguenc a castany en els adults.
- Els mascles fan 9,1 cm de llargària i les femelles 7,4.
- El nacre és de color rosa o blanc.[1][2]

## Hàbitat
Viu a l'aigua dolça dels rierols entre grava, sorra i còdols.

## Distribució geogràfica
Es troba als Estats Units: Alabama, Arkansas, Illinois, Indiana, Kentucky, Louisiana, Missouri, Ohio, Pennsilvània, Tennessee, Virgínia i Virgínia Occidental (incloent-hi els rius Mississipi, Ohio i llurs afluents).

## Longevitat
Si la qualitat de l'aigua és bona, la seua esperança de vida és de 20-30 anys.

## Estat de conservació
Les seues principals amenaces són l'alteració del seu hàbitat (com ara la construcció de preses, dragatges i canalitzacions), el deteriorament de la qualitat de l'aigua, la competència amb el musclo zebrat i la pesca il·legal.